# Klasztor jadwiżanek w Katowicach
Klasztor jadwiżanek w Katowicach – klasztor położony przy ulicy Leopolda 1-3 w Katowicach, na terenie dzielnicy Bogucice. Jest siedzibą katowickiej prowincji Zgromadzenia Sióstr Świętej Jadwigi (domu prowincjalnego), a także przedszkola i placówek opiekuńczo-wychowawczych.
Jadwiżanki w Bogucicach prowadzą działalność od 1886 roku, a ich siedziba, kilkukrotnie rozbudowana i przebudowana, została oddana do użytku w 1858 roku jako sierociniec. Gmach stał się siedzibą powołanej w lipcu 1924 roku Prowincji Polskiej św. Michała Archanioła, a od 1945 roku Prowincji Katowickiej Zgromadzenia Sióstr Świętej Jadwigi.

## Historia
Początki działalności sióstr ze Zgromadzenia Sióstr Świętej Jadwigi na terenie Bogucic (późniejsza część Katowic) sięgają lat 80. XIX wieku. Po złagodzeniu przepisów wprowadzonych w okresie kulturkampfu siostry z domu macierzystego w morawskich Niezamyslicach trafiły do Bogucic, gdzie 21 grudnia 1886 roku objęły tamtejszy sierociniec.
Gmach sierocińca powstał w latach 50. XIX wieku. W 1856 roku proboszcz bogucickiej parafii św. Szczepana ks. Leopold Markiefka nabył od swojej siostry Józefiny około 8 morgów gruntu położonych niedaleko kościoła. Pierwotnie chciał tam postawić przytułek dla osób starszych, lecz w obliczu wzrastającej na skutek epidemii liczby sierot zdecydował się ostatecznie na sierociniec. Piętrowy gmach, będący obecnie częścią środkową kompleksu przy ulicy Leopolda 1 w Katowicach, został otwarty do użytku 26 marca 1858 roku. Opiekę nad sierotami objęły siostry boromeuszki z domu macierzystego w Nysie. W okresie kulturkampfu, 1 kwietnia 1879 roku zmuszono je do opuszczenia zakładu, a opiekę nad sierotami przejęła osoba świecka.
Po objęciu sierocińca w Bogucicach przez jadwiżanki zamieszkało w nim pięć sióstr, które opiekowały się 90 dziećmi. 
W 1886–1887 zbudowano nowe zachodnie skrzydło i rozbudowano część środkową według projektu architekta Ludwiga Schneidera. W listopadzie 1888 roku otwarto szkołę gospodarstwa domowego i robót ręcznych, w 1890 roku pensjonat, a w 1897 roku ochronkę. W 1895 roku w liczba sióstr mieszkających w Bogucicach wzrosła do dwunastu. W 1895–1896 nadbudowano drugie piętro gmachu sierocińca, w latach 1901–1902 powstał nowy budynek na wschód od istniejącego.
Po przyłączeniu części Górnego Śląska do Polski z czterech domów zgromadzenia jadwiżanek – w Bogucicach, Załężu, Dąbrówce Małej i Janowie (obecnie w granicach Katowic) – utworzono 28 grudnia 1922 roku wiceprowincję z matką Eustachią Czardybon z Dąbrówki Małej na czele, a 15 lipca 1924 roku biskup wrocławski kard. Adolf Bertram utworzył Prowincję Polską św. Michała Archanioła z siedzibą w Bogucicach, którą przewodniczyła matka Berchmana Szopa. W kolejnym roku utworzono nowicjat.
Przy sierocińcu funkcjonowała prywatna szkoła powszechna dla wychowanków, a także działały: przedszkole (istniejące w latach 1920–1955), szkoła robót ręcznych i muzyki, kuchnia, opieka ambulatoryjna nad chorymi i poradnia przeciwgruźlicza. W 1929 roku budynki klasztoru przeszły na własność jadwiżanek. W latach 1929–1931 rozbudowano gmach od strony zachodniej, a w nowej części umieszczono kaplicę, nowicjat, salę gimnastyczną i poradnię dla matek. Kaplicę i Dom Prowincjonalny poświęcił bp Stanisław Adamski w 1931 roku. W przededniu II wojny światowej mieszkało i pracowało tutaj 55 sióstr jadwiżanek.
Po wybuchu II wojny światowej, w pierwszych dniach września 1939 roku jadwiżanki wraz z harcerzami-wychowankami utworzyły lazaret. 13 października 1941 roku zostały one wysiedlone, dzieci przekazano do innych sierocińców, a ich siedzibę przeznaczono dla szkoły pielęgniarskiej Nationalsozialistische Volkswohlfahrt i administracji.
Siostry jadwiżanki powróciły do bogucickiego klasztoru w styczniu 1945 roku, a w lutym uruchomiły Dom Dziecka im. ks. Leopolda Markiefki (pierwszy powojenny sierociniec na terenie Katowic), a następnie przedszkole. Początkowo utrzymywały się z darowizn, pomocy UNRRA oraz władz miejskich.
Klasztor w 1945 roku stał się siedzibą Prowincji Katowickiej Zgromadzenia Sióstr Świętej Jadwigi. Od 1949 roku ograniczano wpływ sióstr na pracę domu dziecka, a w 1955 roku nakazano im zamknąć przedszkole. W 1961 roku dotychczasowych wychowanków domu dziecka przeniesiono do innych placówek, a w Bogucicach umieszczono dzieci lekko upośledzone. Sam natomiast zakład przeszedł w zarząd prorządowego Zrzeszenia Katolików Caritas, a budynki upaństwowiono.
Po 1989 roku nastąpiło pełne przywrócenie działalności jadwiżanek w Bogucicach. W 1990 roku zgromadzenie ponownie zostało właścicielem gmachu przy ulicy Leopolda 1-3 w Katowicach, w 1991 roku otwarto dwuoddziałowe Publiczne Przedszkole Zgromadzenia Sióstr św. Jadwigi przy domu prowincjalnym w Katowicach, natomiast w 2009 roku przy klasztorze zostało poświęcone okno życia.

## Działalność
Klasztor przy ulicy Leopolda 1-3 w Katowicach, na terenie dzielnicy Bogucice, jest siedzibą Prowincji Katowice Zgromadzenia Sióstr Świętej Jadwigi. Znajduje się tam dom prowincjalny, postulat i nowicjat, a także Publiczne Przedszkole Zgromadzenia Sióstr Świętej Jadwigi w Katowicach i placówki opiekuńczo-wychowawcze (w tym Centrum Administracyjne „Wspieranie w rozwoju” Placówek Opiekuńczo-Wychowawczych).
Jadwiżanki pracują także przy parafii św. Szczepana w Katowicach i kurii metropolitalnej, w pobliskim szpitalu bonifratrów, a także prowadzą także dni skupienia dla dziewcząt, maturzystek i animatorek Dzieci Maryi.

## Budynek

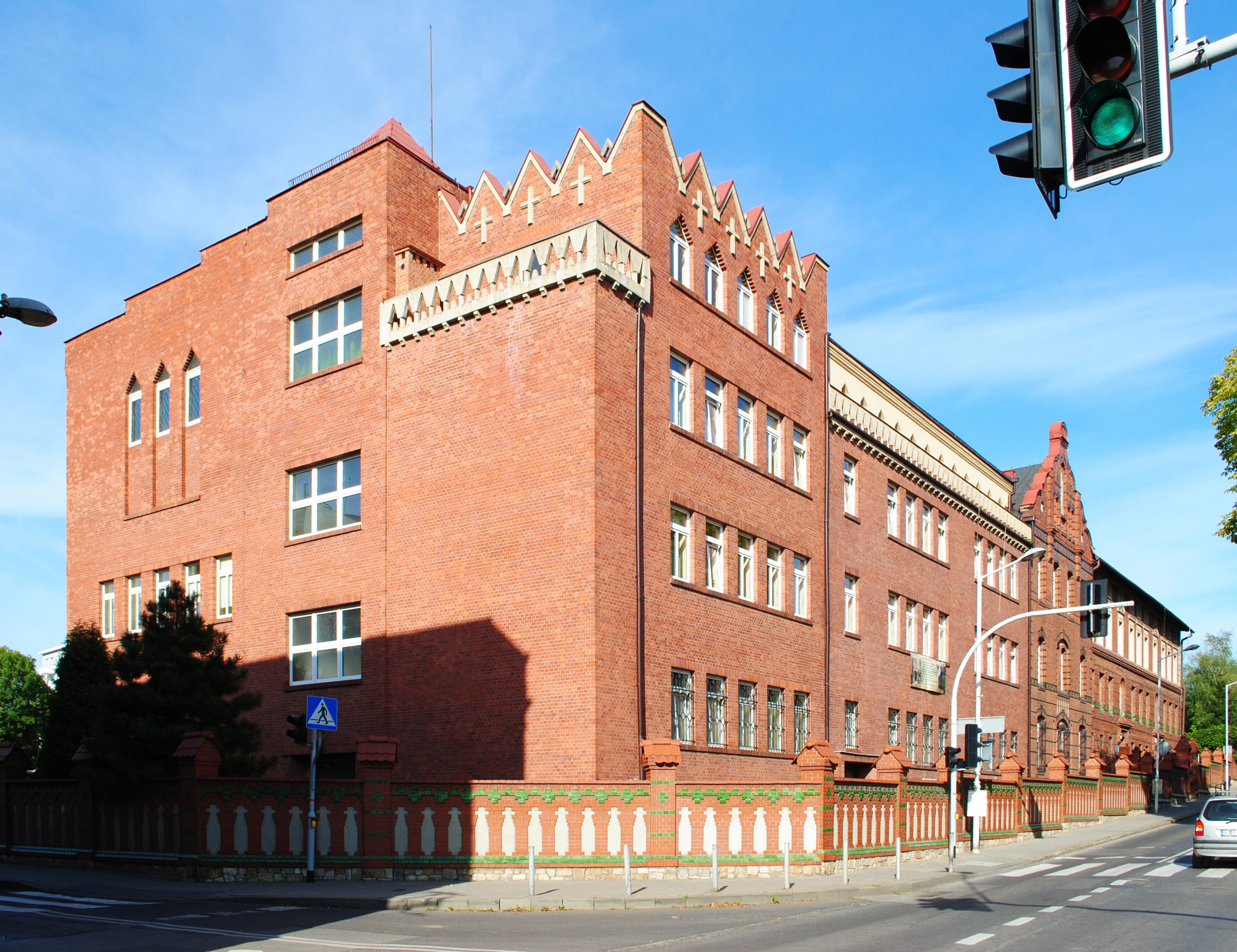
Zachodnie skrzydło zespołu klasztoru jadwiżanek w Katowicach (ul. Leopolda 1-3)

Gmach klasztoru jadwiżanek w Katowicach powstał w latach 1857–1858 i był kilkukrotnie rozbudowany oraz przebudowywany. Jest to obiekt trójskrzydłowy z ogrodem i ogrodzeniem, wzniesiony stylu historyzmu i modernizmu, murowany z cegły. 
Skrzydło wschodnie jest czterokondygnacyjne i kryte jest dachem dwuspadowym. Posiada ryzality zakończone szczytami, glorietę wieńczącą budynek na środkowej osi, pinakle, gzymsy i ozdobne obramienia otworów. Skrzydło środkowe jest trójkondygnacyjne z poddaszem, kryte dachem dwuspadowym z lukarnami. Posiada ryzalit pozorny zamknięty szczytem z blendowaniem ze sgraffitowanym wizerunkiem św. Jadwigi, zwieńczony kopułką, a także gzymsy oraz ozdobny portal i obramienia okien. Skrzydło zachodnie jest czterokondygnacyjne i kryte jest dachem płaskim, z attyką.
Cały zespół okala ceglane ogrodzenie, artykułowane filarami, w pierzei ulic Leopolda i Ludwika z dekoracją płycinową. Od strony ulicy Ludwika znajduje się brama wjazdowa.
Zespół zabudowy klasztoru jadwiżanek wpisany został do rejestru zabytków nieruchomych 26 maja 1888 roku pod nr. A/1368/88 i 25 marca 2024 roku pod nr. A/1368/24. Ponadto znajduje się w gminnej ewidencji zabytków miasta Katowice.